# Celâl Bayar
Celâl Bayar, původním jménem Mahmut Celâleddin Bey (16. května 1883 Umurbey, provincie Bursa – 22. srpna 1986 Istanbul) byl turecký politik a prezident. Roku 1908 se připojil k Mladoturkům a podílel se pak na etnických čistkách Řeků v oblasti Izmiru. Roku 1921 získal první ministerskou funkci, tureckým premiérem byl v letech 1937 až 1939 a sloužil jako třetí turecký prezident v letech 1950 až 1960. Po puči v roce 1960 byl odsouzen k trestu smrti, avšak později omilostněn. Dožil se vysokého věku a ke konci života byl nejdéle žijící bývalou hlavou státu.